# Рассвет (фильм, 1993)
«Рассвет» (англ. Daybreak, 1993) — телефильм. Фильм снят на основе пьесы Элана Бауна «Бейрут».

## Сюжет
Действие фильма происходит в будущем в США. В стране распространяется серьёзная болезнь иммунодефицита наподобие СПИДа, которая также передаётся половым путём. Ей поражено большинство населения. А правительству это только на руку — они используют ситуацию для того, чтобы поработить людей. Больных сгоняют в специальные тюрьмы под видом карантина. Больных не лечат, а только ставят татуировку с буквой «P.», чтобы их можно было распознать.
Но люди сопротивляются действиям этого фашистского режима. Один из борцов за свободу — чернокожий человек по прозвищу «Факел». Он знакомится с прекрасной девушкой Блю. Между ними возникают любовные и сексуальные отношения. Вместе они борются против чудовищного тиранического режима.

## В ролях
- Кьюба Гудинг мл. — «Факел»
- Мойра Келли — «Блю»
- Омар Эппс
- Элис Драммонд
- Дэвид Эйгенберг
- Джон Седа
- Ник Чинланд
- Пол Батлер
- Уилли Гарсон
- Джон Кэмерон Митчелл
- Марта Плимптон

## Дополнительная информация
- Художник: Лесли Поуп
- Монтаж: Брунильда Торрес
- Русский переводчик: Михаил Иванов